# Kursko (gromada)
Kursko – dawna gromada, czyli najmniejsza jednostka podziału terytorialnego Polskiej Rzeczypospolitej Ludowej w latach 1954–1972.
Gromady, z gromadzkimi radami narodowymi (GRN) jako organami władzy najniższego stopnia na wsi, funkcjonowały od reformy reorganizującej administrację wiejską przeprowadzonej jesienią 1954 do momentu ich zniesienia z dniem 1 stycznia 1973, tym samym wypierając organizację gminną w latach 1954–1972.
Gromadę Kursko z siedzibą GRN w Kursku utworzono – jako jedną z 8759 gromad na obszarze Polski – w powiecie międzyrzeckim w woj. zielonogórskim na mocy uchwały nr V/19/54 WRN w Zielonej Górze z dnia 5 października 1954. W skład jednostki weszły obszary dotychczasowych gromad Kursko, Gorzyca, Pieski i Chycina ze zniesionej gminy Kursko w tymże powiecie. Dla gromady ustalono 12 członków gromadzkiej rady narodowej.
1 stycznia 1958 do gromady Kursko włączono obszar zniesionej gromady Templewo w tymże powiecie.
Gromada przetrwała do końca 1972 roku, czyli do kolejnej reformy gminnej.